# Vivisimo
Vivisimo是一个搜索引擎，建立于2000年6月，最大的特色就是会对搜索结果自动分类，从而让搜索者能够对搜索结果一目了然。已於2012年5月隸屬於IBM，並合併更名為IBM Watson Explorer。